# Morti nel 2007/Luglio
| Questa pagina contiene informazioni ricavate automaticamente dalle voci biografiche con l'ausilio del template Bio e di un bot. L'aggiornamento è periodico e automatico e ricostruisce completamente la pagina. Se manca una persona in questa lista, sei pregato di non aggiungerla, ma accertati piuttosto che la sua voce biografica contenga il template Bio e che i dati anagrafici siano correttamente compilati. Se il template Bio manca, inseriscilo tu stesso o, in alternativa, metti l'avviso {{tmp\|Bio}} che ne segnala la mancanza. Se i dati riportati sono sbagliati, correggi direttamente la voce biografica; le modifiche saranno visibili in questa lista entro pochi giorni. Per chiarimenti vedi il progetto biografie. La lista contiene solo le 143 persone che sono citate nell'enciclopedia e per le quali è stato implementato correttamente il template Bio. Pagina aggiornata al 2 giu 2025. |

- 1º luglio - Joseph Mertens, archeologo belga (n. 1921)
- 2 luglio - Giuseppe Forti, astronomo italiano (n. 1939)
- 2 luglio - Cesare Pozzi, partigiano italiano (n. 1914)
- 2 luglio - Luigi Scarabello, calciatore e allenatore di calcio italiano (n. 1916)
- 2 luglio - Beverly Sills, soprano statunitense (n. 1929)
- 2 luglio - Jimmy Walker, cestista statunitense (n. 1944)
- 2 luglio - Al Williams, cestista statunitense (n. 1948)
- 2 luglio - Hy Zaret, compositore e paroliere statunitense (n. 1907)
- 3 luglio - Felix Gerritzen, calciatore tedesco (n. 1927)
- 3 luglio - Altamante Logli, poeta italiano (n. 1921)
- 3 luglio - Claude Pompidou, first lady francese (n. 1912)
- 3 luglio - Boots Randolph, sassofonista e compositore statunitense (n. 1927)
- 4 luglio - Kent North, attore pornografico britannico (n. 1971)
- 4 luglio - Claudio Rinaldi, giornalista italiano (n. 1946)
- 5 luglio - Régine Crespin, soprano francese (n. 1927)
- 5 luglio - Eros Macchi, regista televisivo italiano (n. 1920)
- 5 luglio - Kerwin Mathews, attore statunitense (n. 1926)
- 5 luglio - Odile Speed, pittrice britannica (n. 1920)
- 6 luglio - Lorenzo Alberti, cestista italiano (n. 1970)
- 6 luglio - Jole Giugni Lattari, politica italiana (n. 1923)
- 6 luglio - Kathleen E. Woodiwiss, scrittrice statunitense (n. 1939)
- 6 luglio - Renato Miglioli, calciatore e allenatore di calcio italiano (n. 1921)
- 6 luglio - Eileen Wearne, velocista australiana (n. 1912)
- 7 luglio - Andrea Corno, editore italiano (n. 1937)
- 7 luglio - Anne McLaren, genetista inglese (n. 1927)
- 7 luglio - Stefano Sommariva, fondista italiano (n. 1918)
- 8 luglio - Chandra Shekhar, politico indiano (n. 1927)
- 8 luglio - Carlos Adriano de Jesus Soares, calciatore brasiliano (n. 1984)
- 9 luglio - Esteban Areta, calciatore spagnolo (n. 1932)
- 9 luglio - Libero Corso Bovio, avvocato italiano (n. 1948)
- 9 luglio - Nathan André Chouraqui, scrittore, filosofo e storico algerino (n. 1917)
- 9 luglio - Charles Lane, attore e doppiatore statunitense (n. 1905)
- 9 luglio - Viktor Mar'enko, allenatore di calcio e calciatore sovietico (n. 1929)
- 10 luglio - Mireya Rodríguez, schermitrice cubana (n. 1936)
- 10 luglio - Cirano Snidero, calciatore italiano (n. 1928)
- 11 luglio - Luis María Delgado, regista e sceneggiatore spagnolo (n. 1926)
- 11 luglio - Livio Fongaro, allenatore di calcio e calciatore italiano (n. 1931)
- 11 luglio - Richard Franklin, regista, produttore cinematografico e sceneggiatore australiano (n. 1948)
- 11 luglio - Ove Grahn, calciatore svedese (n. 1943)
- 11 luglio - Lady Bird Johnson, first lady statunitense (n. 1912)
- 11 luglio - Alfonso López Michelsen, politico colombiano (n. 1913)
- 11 luglio - Renato Ognibene, politico, partigiano e sindacalista italiano (n. 1928)
- 12 luglio - Blaga Aleksova, archeologa macedone (n. 1922)
- 12 luglio - Gaspare Barbiellini Amidei, saggista, sociologo e giornalista italiano (n. 1934)
- 12 luglio - Marc Behm, scrittore, sceneggiatore e attore statunitense (n. 1925)
- 12 luglio - Joseíto, allenatore di calcio e calciatore spagnolo (n. 1926)
- 12 luglio - Ante Peterlić, sceneggiatore e regista jugoslavo (n. 1936)
- 12 luglio - Larry Staverman, cestista e allenatore di pallacanestro statunitense (n. 1936)
- 12 luglio - Angelo Zankl, religioso statunitense (n. 1901)
- 13 luglio - Alberto Preda, scrittore e regista italiano (n. 1951)
- 14 luglio - José Llanusa, cestista cubano (n. 1925)
- 14 luglio - Mario Martelli, filologo e critico letterario italiano (n. 1925)
- 14 luglio - Maria Nicotra, politica italiana (n. 1913)
- 15 luglio - Kelly Johnson, chitarrista inglese (n. 1958)
- 15 luglio - Kieron Moore, attore irlandese (n. 1924)
- 16 luglio - Enrico Accatino, pittore e scultore italiano (n. 1920)
- 16 luglio - Caterina Bueno, etnomusicologa e cantante italiana (n. 1943)
- 16 luglio - Jorge Castelli, allenatore di calcio argentino (n. 1946)
- 16 luglio - Maria Jottini, cantante italiana (n. 1921)
- 16 luglio - Kenneth Carroll Parkes, ornitologo statunitense (n. 1922)
- 16 luglio - Alan Shepherd, pilota motociclistico britannico (n. 1935)
- 17 luglio - Veljko Bakašun, pallanuotista jugoslavo (n. 1920)
- 17 luglio - Vincenzo Maranghi, banchiere italiano (n. 1937)
- 17 luglio - Liliana Ragusa Gilli, matematica e insegnante italiana (n. 1919)
- 17 luglio - Teresa Stich-Randall, soprano statunitense (n. 1927)
- 18 luglio - Jerry Hadley, tenore statunitense (n. 1952)
- 18 luglio - Antonio La Pergola, politico e giurista italiano (n. 1931)
- 19 luglio - Antonio Aguilar, cantautore, attore e produttore cinematografico messicano (n. 1919)
- 19 luglio - Laura Devon, attrice statunitense (n. 1931)
- 19 luglio - Roberto Fontanarrosa, fumettista argentino (n. 1944)
- 19 luglio - Al Hendrickson, chitarrista statunitense (n. 1920)
- 20 luglio - Ollie Bridewell, pilota motociclistico britannico (n. 1985)
- 20 luglio - Jerry Fleishman, cestista statunitense (n. 1922)
- 20 luglio - Achille Manzotti, produttore discografico, produttore cinematografico e sceneggiatore italiano (n. 1943)
- 20 luglio - Tammy Faye Messner, personaggio televisivo e cantante statunitense (n. 1942)
- 20 luglio - Antônio Carlos Magalhães, politico e imprenditore brasiliano (n. 1927)
- 20 luglio - Kai Siegbahn, fisico svedese (n. 1918)
- 20 luglio - Bruno Vasari, scrittore, partigiano e antifascista italiano (n. 1911)
- 20 luglio - Stefano Zavka, alpinista italiano (n. 1972)
- 21 luglio - Don Arden, manager e produttore discografico britannico (n. 1926)
- 21 luglio - Gilbert Bozon, nuotatore francese (n. 1935)
- 21 luglio - Emilio Ferretti, partigiano, sindacalista e politico italiano (n. 1923)
- 21 luglio - Enrico Gualandi, politico italiano (n. 1930)
- 21 luglio - Anna Marengo, medico e partigiana italiana (n. 1915)
- 21 luglio - Jesús de Polanco, imprenditore spagnolo (n. 1929)
- 21 luglio - Sherwin Wine, rabbino statunitense (n. 1928)
- 22 luglio - Carmelo Camet, schermidore argentino (n. 1904)
- 22 luglio - Dragan Cigan, operaio bosniaco (n. 1976)
- 22 luglio - László Kovács, fotografo e direttore della fotografia ungherese (n. 1933)
- 22 luglio - Ulrich Mühe, attore tedesco (n. 1953)
- 22 luglio - Inge Senoner, sciatrice alpina italiana (n. 1940)
- 22 luglio - Jean Stablinski, ciclista su strada francese (n. 1932)
- 22 luglio - Adelina Vaccaro, cestista italiana (n. 1922)
- 22 luglio - Gregory Vallenilla, cestista venezuelano (n. 1979)
- 23 luglio - David Clover, attore statunitense (n. 1940)
- 23 luglio - Jarrod Cunningham, rugbista a 15 neozelandese (n. 1968)
- 23 luglio - Franco Cuomo, giornalista e scrittore italiano (n. 1938)
- 23 luglio - Thomas Davis, medico e politico cookese (n. 1917)
- 23 luglio - Ernst Otto Fischer, chimico tedesco (n. 1918)
- 23 luglio - Tor Kamata, wrestler statunitense (n. 1937)
- 23 luglio - Daniel Koshland, biochimico statunitense (n. 1920)
- 23 luglio - Benjamin Libet, neurofisiologo e psicologo statunitense (n. 1916)
- 23 luglio - André Milongo, politico della Repubblica del Congo (n. 1935)
- 23 luglio - Giovanni Nuvoli, attivista italiano (n. 1953)
- 23 luglio - Tony Peyton, cestista statunitense (n. 1921)
- 23 luglio - Mirsha Serrano, calciatore messicano (n. 1979)
- 23 luglio - Mohammed Zahir Shah, sovrano afghano (n. 1914)
- 23 luglio - George Tabori, scrittore ungherese (n. 1914)
- 23 luglio - Ferdinando Valletti, dirigente d'azienda, calciatore e partigiano italiano (n. 1921)
- 24 luglio - Giorgio Anglesio, schermidore italiano (n. 1922)
- 24 luglio - Albert Ellis, psicologo statunitense (n. 1913)
- 24 luglio - Chaney Kley, attore statunitense (n. 1972)
- 24 luglio - Hubert Patrick O'Connor, vescovo cattolico canadese (n. 1928)
- 24 luglio - Raimundo Pérez Lezama, calciatore spagnolo (n. 1922)
- 24 luglio - Nicola Zaccaria, basso greco (n. 1923)
- 25 luglio - Danny Bergara, allenatore di calcio e calciatore uruguaiano (n. 1942)
- 25 luglio - Rocco Incardona, scultore, pittore e poeta italiano (n. 1942)
- 25 luglio - Bernd Jakubowski, calciatore tedesco orientale (n. 1952)
- 25 luglio - Lidija Smirnova, attrice sovietica (n. 1915)
- 26 luglio - Lars Forssell, poeta, librettista e giornalista svedese (n. 1928)
- 26 luglio - Skip Prosser, allenatore di pallacanestro statunitense (n. 1950)
- 27 luglio - Sergio Ercini, politico e scrittore italiano (n. 1934)
- 27 luglio - Fabio Ferrari, fisico italiano (n. 1926)
- 27 luglio - Giovanni Pesce, partigiano e politico italiano (n. 1918)
- 27 luglio - Vittorio Polli, imprenditore e letterato italiano (n. 1908)
- 27 luglio - Christophe Ruer, pentatleta francese (n. 1965)
- 27 luglio - Attilio Santarelli, calciatore italiano (n. 1934)
- 28 luglio - Karl Gotch, wrestler e lottatore belga (n. 1924)
- 28 luglio - Francesco Piazza, pittore, incisore e poeta italiano (n. 1931)
- 29 luglio - Fantino Cocco, giornalista italiano (n. 1936)
- 29 luglio - Art Davis, contrabbassista statunitense (n. 1934)
- 29 luglio - Michel Serrault, attore francese (n. 1928)
- 30 luglio - Michelangelo Antonioni, regista, sceneggiatore e montatore italiano (n. 1912)
- 30 luglio - Teoctist Arăpașu, religioso rumeno (n. 1915)
- 30 luglio - Lida Basso, docente italiana (n. 1919)
- 30 luglio - Ingmar Bergman, regista, sceneggiatore e drammaturgo svedese (n. 1918)
- 30 luglio - Fausto Sucena Rasga Filho, cestista brasiliano (n. 1929)
- 30 luglio - Ali Meshkini, politico iraniano (n. 1921)
- 30 luglio - Bill Walsh, allenatore di football americano statunitense (n. 1931)
- 31 luglio - Giuseppe Baldo, calciatore e dirigente sportivo italiano (n. 1914)
- 31 luglio - Norman Cohn, antropologo, storico e sociologo britannico (n. 1915)
- 31 luglio - Bruno De Marchi, arbitro di calcio italiano (n. 1925)
- 31 luglio - Antonio Sema, scrittore e storico italiano (n. 1949)